# La Palma (Sonora)
La Palma es un pueblo del municipio de Empalme ubicado en el sur del estado mexicano de Sonora. El pueblo es la quinta localidad más poblada del municipio, ya que según los datos del Censo de Población y Vivienda realizado en 2020 por el Instituto Nacional de Estadística y Geografía (INEGI), La Palma tiene un total de 1017 habitantes. Se encuentra asentado en la carretera estatal 85, en el tramo San Fernando de Guaymas–La Atravesada.

## Geografía
La Palma se sitúa en las coordenadas geográficas 28°03'01" de latitud norte y 110°42'04" de longitud oeste del meridiano de Greenwich, a una elevación de 35 metros sobre el nivel del mar, cerca del ejido fluye el río Mátape.